# Gaspoltshofen
Gaspoltshofen  ist eine Marktgemeinde mit 3615 Einwohnern (Stand 1. Jänner 2024) in Oberösterreich im Bezirk Grieskirchen  im Hausruckviertel.

## Geografie
Gaspoltshofen  liegt auf 455 m Höhe im Hausruckviertel. Die Ausdehnung beträgt von Nord nach Süd 9,3 km, von West nach Ost 7 km. Die Gesamtfläche beträgt 40,6 km². 18,5 % der Fläche sind bewaldet, 71,2 % der Fläche sind landwirtschaftlich genutzt.

### Gemeindegliederung
Das Gemeindegebiet umfasst folgende 54 Ortschaften (in Klammern Einwohnerzahl Stand 1. Jänner 2024):
- Aferhagen (15)
- Altenhof am Hausruck (621)
- Aspoltsberg (21)
- Bachhäuseln (15)
- Baumgarting (12)
- Bernhartsdorf (39)
- Buchleiten (19)
- Bugram (18)
- Edt am Stömerberg (14)
- Eggerding (57)
- Fading (72)
- Felling (30)
- Föching (36)
- Gaspoltshofen (1390)
- Gramberg (22)
- Gröming (95)
- Grub (14)
- Hairedt (22)
- Hinterleiten (8)
- Hofing (19)
- Höft (21)
- Holzing (43)
- Hörbach (117)
- Hörmeting (26)
- Hub (29)
- Kroißbach (10)
- Kronleiten (16)
- Leithen (33)
- Lenglach (33)
- Mairhof (25)
- Moos (13)
- Mösenedt (19)
- Mühlbach (9)
- Mühlberg (25)
- Niederbauern (13)
- Obeltsham (107)
- Oberaffnang (71)
- Oberbergham (34)
- Oberepfenhofen (26)
- Obergmain (22)
- Obergrünbach (36)
- Oberhöftberg (19)
- Ohrenschall (25)
- Salfing (25)
- Seiring (14)
- Sölliberg (8)
- Unteraffnang (43)
- Unterbergham (25)
- Unterepfenhofen (23)
- Untergmain (25)
- Untergrünbach (38)
- Unterhöftberg (13)
- Watzing (35)
- Weinberg (55)

Die Gemeinde besteht aus den Katastralgemeinden Affnang, Altenhof, Fading, Gaspoltshofen, Höft, Hörbach und Jeding.
Die Gemeinde gehört seit dem 1. Jänner 2003 zum Gerichtsbezirk Grieskirchen, zuvor gehörte sie zum Gerichtsbezirk Haag am Hausruck.

### Nachbargemeinden
| Weibern                                 | Aistersheim                                 | Meggenhofen                  |
| Geboltskirchen                          | Kompassrose, die auf Nachbargemeinden zeigt | Bachmanning (Bez. Wels-Land) |
| Wolfsegg am Hausruck (Bez. Vöcklabruck) | Niederthalheim (Bez. Vöcklabruck)           | Aichkirchen (Bez. Wels-Land) |

## Geschichte
Das älteste bekannte Volk in der Gegend um Gaspoltshofen waren die Kelten (Königreich Norikum). Friedlich wurde um 15 v. Chr. die nördliche Grenze des Römischen Reichs verschoben, und Gaspoltshofen wurde Teil des römischen Imperiums. Es wurden einige bedeutsame Funde gemacht, die auf die Römerzeit hinweisen (Beispiele: Der „Herkules von Watzing“ oder die „Venus von Watzing“). Nach dem Zerfall des römischen Reichs wurde das Land entlang der Römerstraßen von Bayern besiedelt.
Die erste schriftliche Erwähnung des Ortes erfolgte im Jahr 1163/1165.
Der Ort gehört seit dem 12. Jahrhundert zum Herzogtum Österreich. Seit 1490 wurde er dem Fürstentum Österreich ob der Enns zugerechnet.
→ Burg Höft
→ Burg Affnang
Während der Napoleonischen Kriege war der Ort mehrfach besetzt. Seit 1918 gehört der Ort zum Bundesland Oberösterreich. Nach dem „Anschluss“ Österreichs an das Deutsche Reich am 13. März 1938 gehörte der Ort zum „Gau Oberdonau“. Nach 1945 erfolgte die Wiederherstellung Oberösterreichs. Mit 27. April 1993 wurde Gaspoltshofen in den Rang eines Marktes erhoben, zu diesem Anlass wurde ein Gemeindebuch veröffentlicht.
Weltkriege
- Erster Weltkrieg: Bereits zu Beginn des Ersten Weltkrieges wurden aus Gaspoltshofen 350 Männer einberufen. 1918 waren 1.000 Männer im Krieg, von denen 91 fielen. Für sie wurde in Altenhof und Gaspoltshofen Kriegerdenkmäler errichtet.

- Zweiter Weltkrieg: Nach dem Anschluss Österreichs wurden die gewählten Gemeindetage aufgelöst und durch  nationalsozialistische ersetzt. Mit dem Einmarsch der deutschen Truppen in Polen am 1. September 1939 begann der Zweite Weltkrieg. Die Soldaten aus Gaspoltshofen waren der 45. Infanterie-Division zugeteilt. Am 3. September war das erste Kriegsopfer der Gemeinde Gaspoltshofen zu beklagen. Am 4. Mai 1945 kam es in Hörbach, im Gemeindegebiet von Gaspoltshofen, zu einem der letzten militärischen Gefechte in Oberösterreich. Am 3. Mai wurde Ried im Innkreis nach nur kurzen Kämpfen von amerikanischen Truppen der 71st Infantry Division eingenommen, die unterlegenen deutschen Truppenteile ergaben sich entweder oder flohen unter Zurücklassen ihrer Waffen als Zivilisten. Deshalb beschlossen die Amerikaner am Folgetag rasch östlich bis Wels vorzustoßen. Altenhof und Gaspoltshofen wurde kampflos besetzt. Ein harter Kern von etwa 200 Wehrmachtsangehörigen und SS-Leuten errichtete jedoch am Bahnübergang bei Hörbach eine letzte Verteidigungsstellung und verbot der Zivilbevölkerung, weiße Fahnen zu hissen. Als die Amerikaner heranrückten, eröffneten die Deutschen das Feuer. Nach heftigem Gefecht ergaben sich die Deutschen, die 28 Gefallene zu beklagen hatten. Nach dem „Gefecht von Hörbach“ trafen die Amerikaner auf keinen organisierten Widerstand mehr und konnten noch am selben Tag Wels einnehmen, am 5. Mai Linz. 21 der Toten von Hörbach wurden von den Amerikanern auf dem US-Soldatenfriedhof in Nürnberg beigesetzt, 7 Tote in Gaspoltshofen.[6]

### Einwohnerentwicklung
| Jahr | Einwohnerzahlen |
| ---- | --------------- |
| 1869 | 3.361           |
| 1880 | 3.282           |
| 1890 | 3.300           |
| 1900 | 3.377           |
| 1910 | 3.437           |
| 1923 | 3.344           |
| 1934 | 3.297           |
| 1939 | 3.159           |

| Jahr | Einwohnerzahlen |
| ---- | --------------- |
| 1951 | 3.450           |
| 1961 | 3.131           |
| 1971 | 3.167           |
| 1981 | 3.292           |
| 1991 | 3.499           |
| 2001 | 3.597           |
| 2011 | 3.486           |
| 2016 | 3.563           |

## Kultur und Sehenswürdigkeiten
- Schloss Gröming

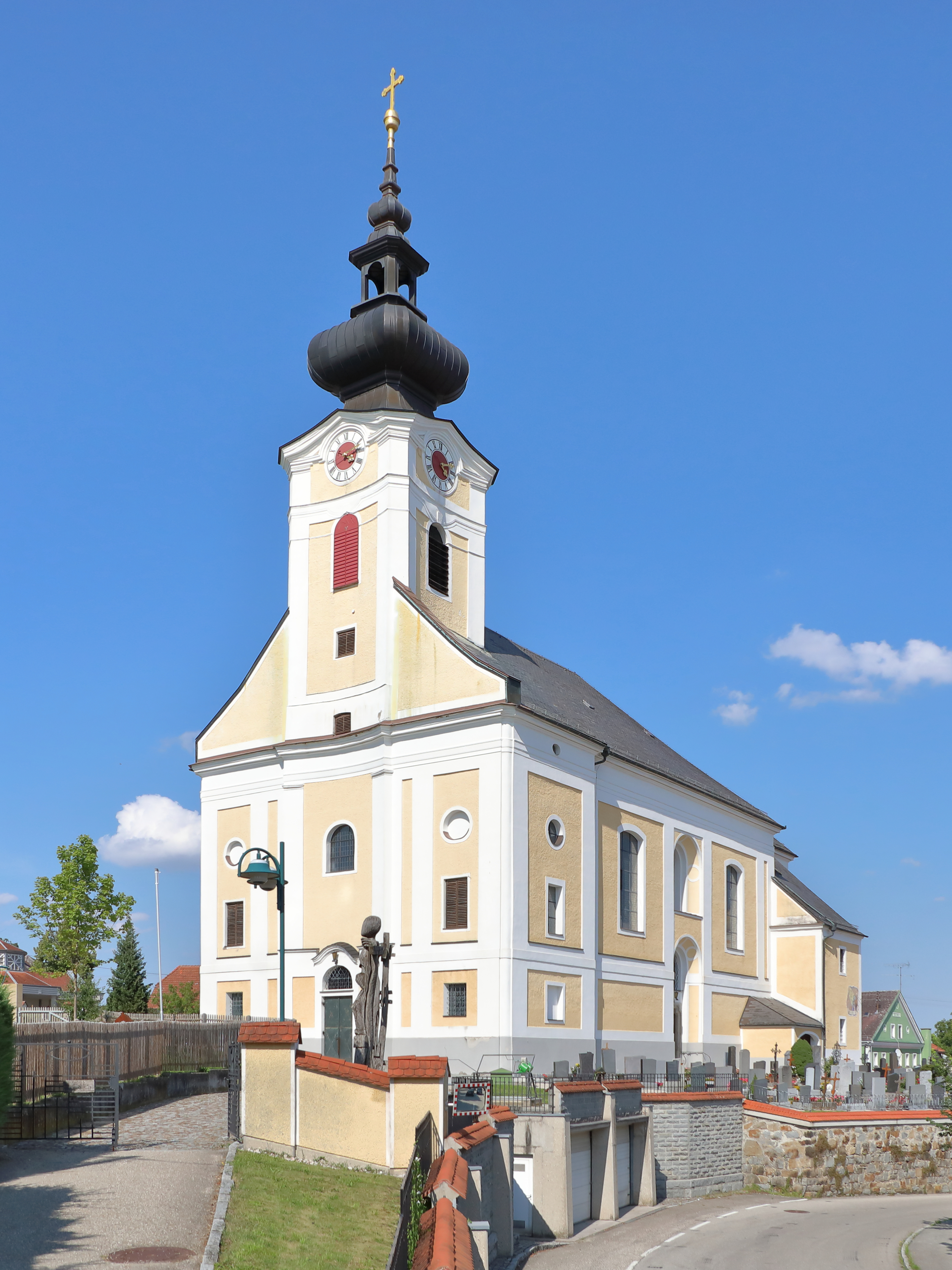
Pfarrkirche Gaspoltshofen

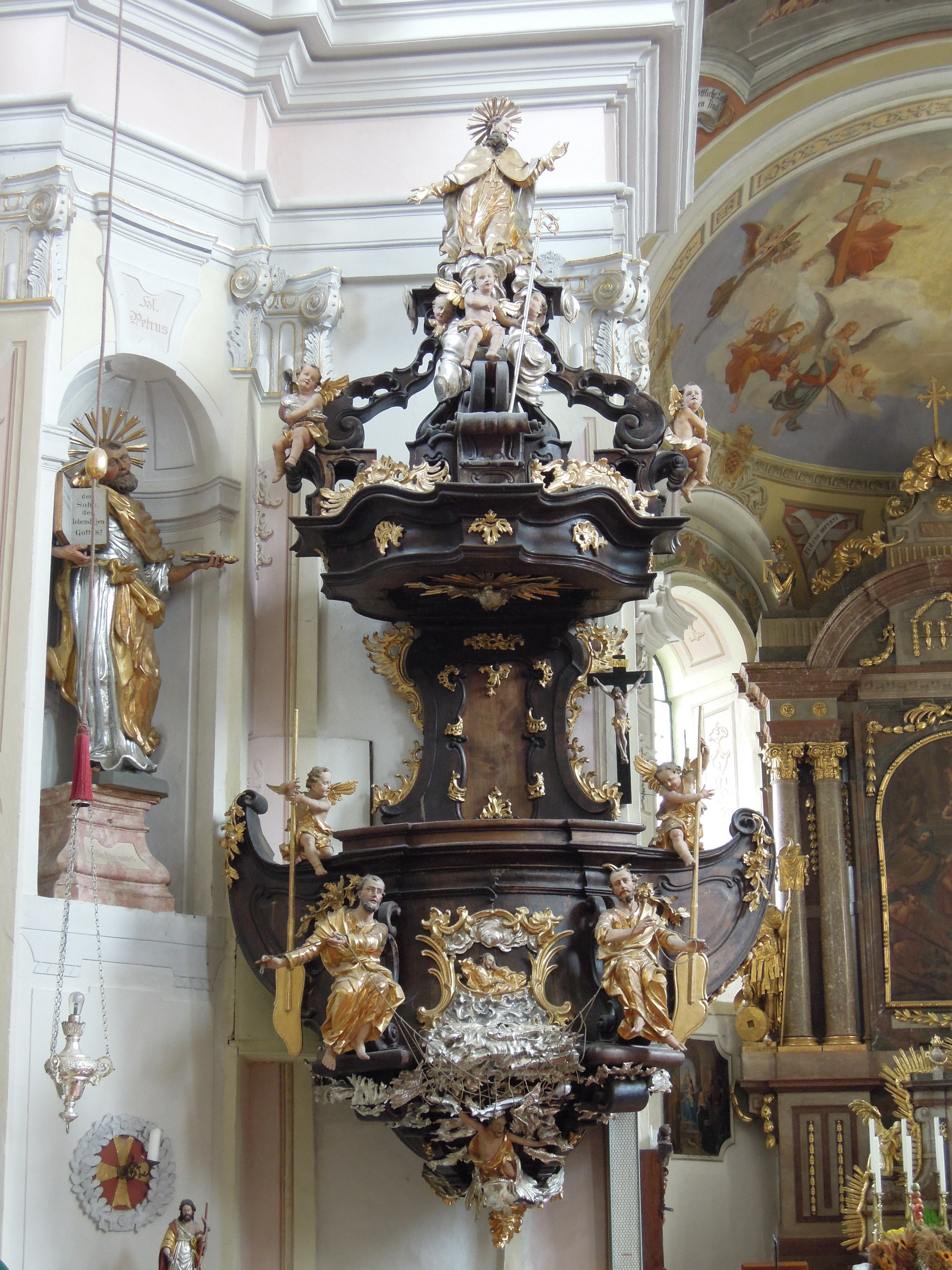
Fischerkanzel

- Katholische Pfarrkirche Gaspoltshofen hl. Laurentius: Die Kirche wurde unter dem Pfarrer Sepp von Seppenburg vom Baumeister Jakob Pawanger im Jahr 1735 erbaut. Die Kirche wird in der Region auch Der Dom vom Landl genannt.
- Katholische Pfarrkirche Altenhof am Hausruck hl. Koloman
- Der Schriftsteller Thomas Bernhard, der gelegentlich im Gasthaus Klinger einkehrte, hat Gaspoltshofen in seinem Stück Der Theatermacher  (1984; uraufgeführt von Claus Peymann bei den Salzburger Festspielen 1985) ein skurriles literarisches Denkmal gesetzt. Dieses Stück spielt an sich in dem fiktiven Ort Utzbach und markiert für die Hauptfigur, den Schauspieler, Bühnenautor und Regisseur Bruscon und seine Familie einen Tiefpunkt in einer Tournee, bei der Bruscons Lebenswerk, „Das Rad der Geschichte“, in diversen Provinzgasthäusern aufgeführt wird. In seinen Schimpftiraden erinnert sich Bruscon dabei immer wieder an seinen grandiosen Erfolg, den er in Gaspoltshofen erzielt habe, und stilisiert Gaspoltshofen, das an die 40 mal erwähnt wird, geradezu zum idealen Ort für das Theater. Aber auch alles Übrige sei dort besser gewesen als im gegenwärtigen Veranstaltungssaal des Gasthauses „Schwarzer Hirsch“ in Utzbach, die Frittatensuppe wie auch die Tischtücher.

- Die kulturinitiative spielraum existiert seit 1988 (bis 1994 als junge kultur gaspoltshofen) und ging aus der Theatergruppe junges theater gaspoltshofen hervor. Seit 1994 betreibt die Kulturinitiative Spielraum den „Spielraum“ – das ehemalige Kino in Gaspoltshofen. Hier finden jährlich mehr als 80 Veranstaltungen statt. Das regional ausgerichtete Programm bietet Literatur, Musik von Klassik bis Jazz und Rock, Kabarett, und Programmkino.

- Das kinOptikum ist ein Kinomuseum, in dem der Besucher Einblick in die Geschichte und Technik des Kinos erhält. Es ist eine Initiative der Kulturinitiative Spielraum und seit Mai 2006 geöffnet.

## Wirtschaft und Infrastruktur

### Verkehr
Gaspoltshofen hatte einen Bahnhof an der Bahnstrecke Lambach–Haag am Hausruck. Am 13. Dezember 2009 wurde der Schienenverkehr auf der Strecke eingestellt und durch Busse ersetzt.

### Vereine
- Musikverein Altenhof am Hausruck
- Union Gaspoltshofen Sektion Fußball
- JVP Gaspoltshofen
- Kulturinitiative Spielraum Gaspoltshofen
- Musikverein Gaspoltshofen

## Politik

### Gemeinderat
Der Gemeinderat hat 25 Mitglieder.
- Mit den Gemeinderats- und Bürgermeisterwahlen in Oberösterreich 2003 hatte der Gemeinderat folgende Verteilung: 10 ÖVP, 6 SPÖ, 6 FPÖ und 3 Sonstige.
- Mit den Gemeinderats- und Bürgermeisterwahlen in Oberösterreich 2009 hatte der Gemeinderat folgende Verteilung: 10 FPÖ, 8 ÖVP, 4 SPÖ und 3 GRÜNE.
- Mit den Gemeinderats- und Bürgermeisterwahlen in Oberösterreich 2015 hatte der Gemeinderat folgende Verteilung: 11 FPÖ, 8 ÖVP, 3 SPÖ und 3 GRÜNE.
- Mit den Gemeinderats- und Bürgermeisterwahlen in Oberösterreich 2021 hat der Gemeinderat folgende Verteilung: 10 FPÖ, 10 ÖVP, 3 SPÖ und 2 GRÜNE.[7][8]

### Bürgermeister

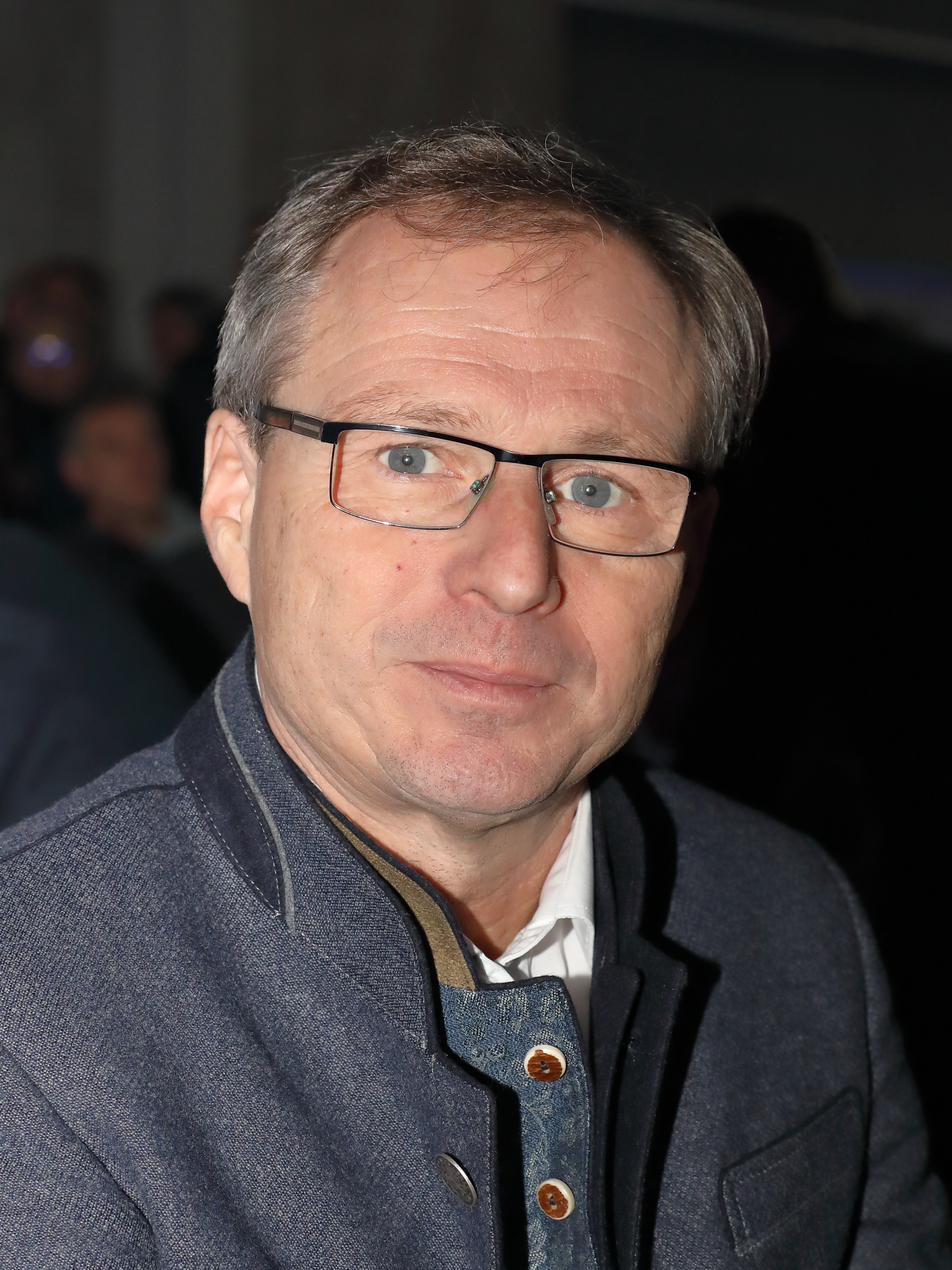
Wolfgang Klinger, Bürgermeister seit 2003

- seit 2003 Wolfgang Klinger (FPÖ)[9]

### Wappen
Bereits 1967 bemühte sich Gaspoltshofen um ein eigenes Gemeindewappen.
Blasonierung: In Grün ein goldener Pfahl; beiderseits je eine vom Schildrand ausgehende, silberne Kirche mit goldenem Zwiebelhelm und Dach, schwarzer Uhrscheibe und zwei ebensolchen Rundbogenfenstern. Die Gemeindefarben sind  Grün-Gelb-Grün. Die Kirchen symbolisieren die beiden im Gemeindegebiet liegenden Pfarren (Gaspoltshofen und Altenhof) als Charakteristikum dieser Landgemeinde.

### Gemeindepartnerschaften
- Seit 23. Mai 1977 besteht eine offizielle Partnerschaft mit der niederbayrischen Gemeinde Niederwinkling, der eine langjährige Freundschaft der beiden Gemeinden vorausging. Die Partnerschaft wurde seit dem Jahr 2006 durch die Feuerwehren Gaspoltshofen und Niederwinkling wieder intensiviert und durch zahlreiche gegenseitige Einladungen und Besuche, sowohl offizieller als auch privater Natur, verstärkt.

## Persönlichkeiten

### Ehrenbürger der Gemeinde
- Josef Voraberger (1938–2019), Bürgermeister von Gaspoltshofen 1989–2003[10]

### Söhne und Töchter der Gemeinde
- Franz Bachinger (1892–1938), Bauer und Politiker (Bundesminister für öffentliche Sicherheit)
- Karl Seiringer (1897–1963), Landwirt, Politiker und Abgeordneter zum Nationalrat
- Edmund Aigner (1900–1968), Gewerkschafter und Politiker, 1962–1968 Bürgermeister von Linz
- Maria Gruber (* 1946), Malerin
- Anton Rebhan (* 1960), Professor für Theoretische Physik an der TU Wien und korr. Mitglied der Österreichischen Akademie der Wissenschaften
- Martin Gasselsberger (* 1980), Jazzmusiker